# Eisenbahnmuseum Nässjö

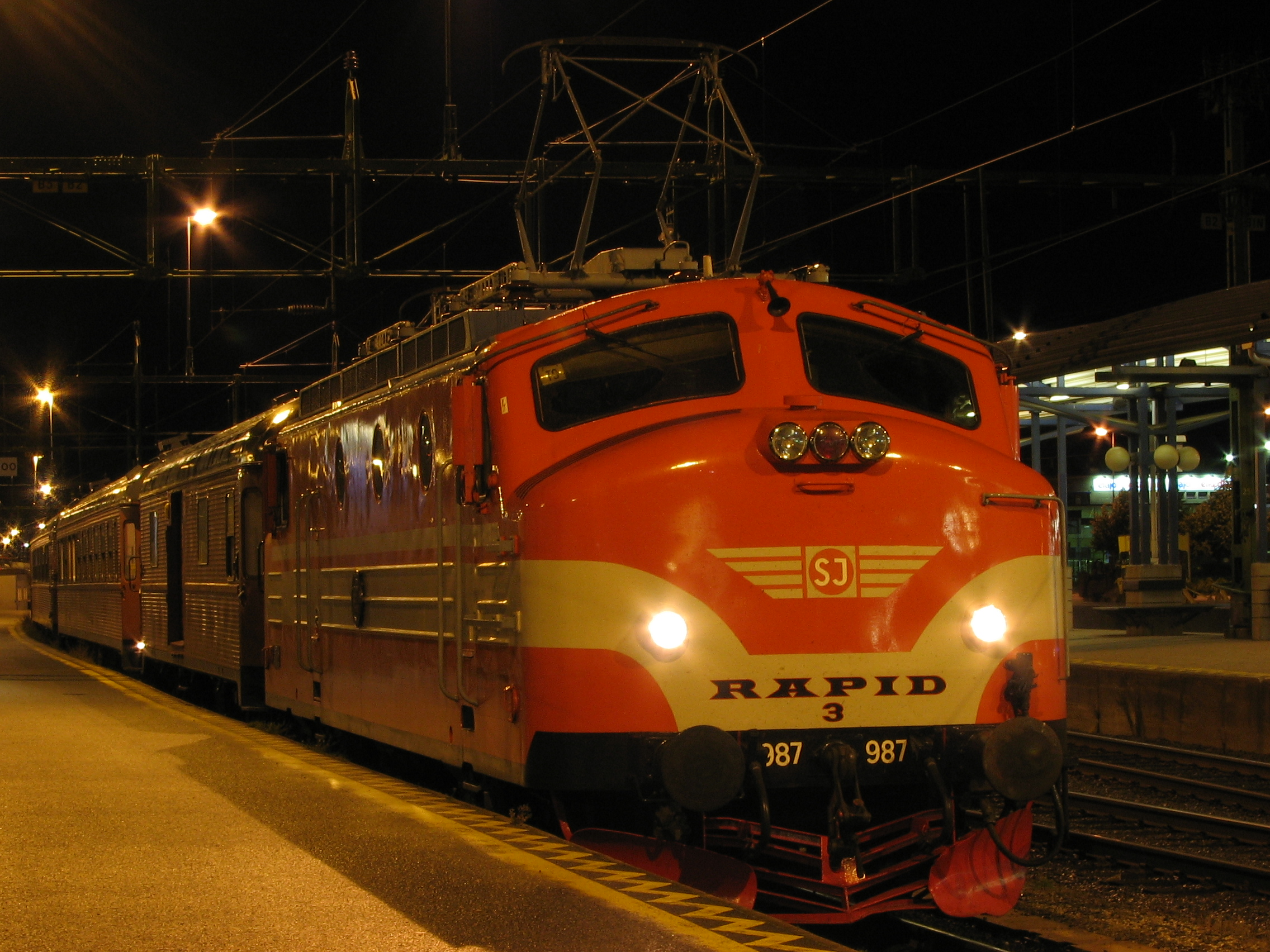
Schnellzuglok des Eisenbahnmuseums Nässjö mit 1960er-Jahre-Wagen am Bahnhof Nässjö

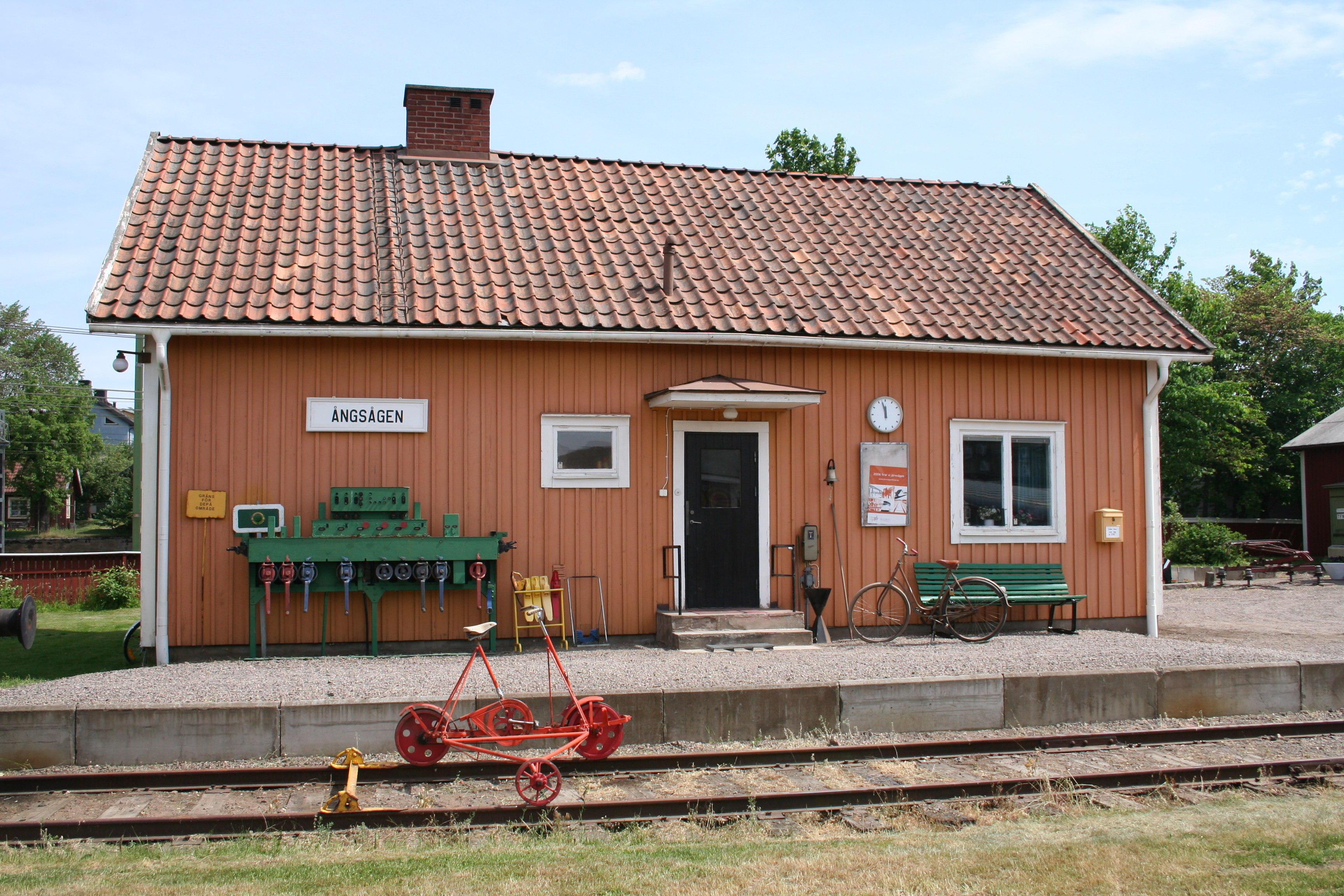
Hauptgebäude der Museumsvereinigung in Nässjö; Bereich Ångsågen

Das Eisenbahnmuseum Nässjö (schwedisch Nässjö Järnvägsmuseum) befindet sich in der Brogatan 10 in Nässjö in der südschwedischen historischen Provinz Småland.
Nässjö ist die einzige schwedische Stadt, an der sechs Eisenbahnstrecken zusammenlaufen. Das Museum besteht aus einem Bahnhof, in dem zahlreiche Lokomotiven und Wagen besichtigt werden können, darunter mehrere Dampflokomotiven. Das Hauptgebäude des Museums wird Ångsågen (deutsch Dampfsäge) genannt. Auf dem Museumsgelände ist eine Ausstellung zu sehen, welche die Entwicklung der Eisenbahn in und um Nässjö aufzeigt.

## Sonderfahrten
Das Museum organisiert verschiedene Sonderfahrten, oftmals von einer Schnellzuglokomotive gezogen. Das Wagenmaterial stammt aus den 1960er Jahren. Nicht elektrifizierte Strecken werden mit Dampf- oder Dieselloks befahren.

## Sammlung

### Lokomotiven
Zu den ausgestellten gehören die Diesellokomotive Z43 200, die Kalmar Järnvägar H4 17, bei den SJ nach der Übernahme 1940 zuerst als A4 1545 und ab 1943 als SJ A5 1545 geführt. Die bei NOHAB in Trollhättan gebaute Lokomotive Nässjö–Oskarshamn Nr. 33 wurde bei der SJ nach der Übernahme 1946 unter L5 1778 geführt. Daneben gehören eine Schmalspur-Dampfspeicherlokomotive und ein Dampfwagen von 1888, ein Dienstfahrzeug, und weitere Lokomotiven zu den Exponaten.
Die 1961 gebaute Schnellzuglok Ra 987, die oft für Sonderfahrten eingesetzt wird, und die Ub 255, eine Rangierlokomotive, gehören zur E-Lok-Sammlung des Eisenbahnmuseums. Zudem besitzt das Museum unter anderem die T21 89, die früher auf der Inlandsbahn eingesetzt wurde, die baugleiche SJ 21 110 sowie vier Kleinrangierlokomotiven, ein Dienstfahrzeug von 1925 und eine Motordraisine.

### Personenwagen
Vorhanden sind zehn Schnellzugwagen aus den 1960er Jahren, die für die Sonderzüge eingesetzt werden.